# Beatrice Offor
Beatrice Offor (Sydenham, 21 de março de 1864 - Tottenham, 9 de agosto de 1920), foi uma pintora britânica.
Foi uma das alunas da Slade School of Fine Art, a primeira escola britânica a integrar alunos de ambos os sexos, e uma das mais importantes no século XIX.
Beatrice morreu após sua segunda tentativa de suicídio. 

## Biografia
Beatrice nasceu na Peak Hill Villa, Sydenham (condado de Kent na Inglaterra) como uma das dez filhas do casal George e Emma Offor - bastante religiosos (batistas); seu pai viveu mais de cem anos e dentre seus irmãos saíram desde governantas, professores de música e um industrial que emigrou para a Austrália.
Ela ingressou na Slade em 1882, fazendo o curso de “Fine Art and Fine Art Anatomy”, onde ficou amiga e manteve um estúdio em comum em Londres com as artistas Mina Bergson (que mais tarde se casou e passou a se chamar Moina Mathers)  e Annie Horniman que, por sua localização próximo a outros artistas que viviam no bairro, eram conhecidos pelo apelido de Fitzrovianos.
As três ingressaram numa entidade esotérica, chamada “Esoteric Order of the Golden Dawn” (Ordem Esotérica da Aurora Dourada), cuja filosofia influenciou as pinturas de Beatrice, visível em alguns de seus trabalhos dos quais ela provavelmente ocultou a motivação para a família religiosa.
Formou-se na Slade em 1885 e passou muitos anos até ter um trabalho aceito pela Royal Academy; neste período realizou muitos retratos de noivas, para os quais usava com frequência as irmãs por modelos; em 1892 se casou com o também pintor e escultor autodidata William Farran Littler que, talvez por influência de um lorde, já havia exposto na Royal Academy. O casal teve dois filhos: Ralph e Eric, o primeiro vivendo apenas 10 e 4 meses, respectivamente; após dois anos de casados o marido também faleceu, de "doença crônica no cérebro".

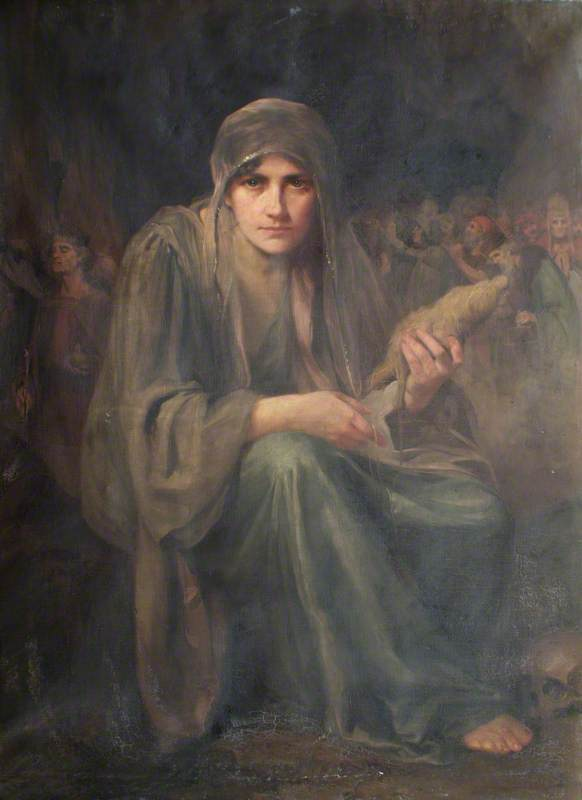
"Destino", obra de Offor.

Com a viuvez ela então muda-se para King's Road, e retoma o trabalho artístico; veio a se casar novamente em 20 de agosto de 1907 com J. P. Beavan, que já tinha três filhos, e moravam Tottenham, numa casa que ficava defronte ao Bruce Castle Museum, onde hoje está abrigada parte de sua obra.
Durante a I Guerra Mundial efetuou vários trabalhos retratando oficiais ingleses; em Tottenham fez diversas pinturas para igrejas locais. Já no século XXI foram descobertas pinturas de sua autoria em vários países, como ainda a realização de trabalhos para a publicidade, ou o quadro chamado “The Spirit of Christmas” (O Espírito do Natal) - cuja versão impressa havia sido distribuída num jornal londrino.
Em 8 de agosto de 1920 suicidou-se, lançando-se da janela do quarto, sem que se saiba o motivo, após uma primeira tentativa fracassada de suicídio anterior; socorrida pelo marido e levada ao Prince of Wales Hospital onde ele trabalhava como tesoureiro, não resistiu aos ferimentos e morreu no dia seguinte. Em seu testamento ela dividiu seu dinheiro entre as irmãs, sem mencionar as 39 pinturas que havia deixado em seu estúdio e que, seis anos depois, com a morte do marido, um dos seus enteados levou todos ao Bruce Castle Museum, onde permanecem.
Beatrice foi sepultada em Lewisham, no mesmo local onde os dois filhos tinham sido enterrados.